# Platte Center
Platte Center – wieś w Stanach Zjednoczonych, w stanie Nebraska, w hrabstwie Platte.

## Historia
W 1885 roku Platte Center zostało zarejestrowane jako wieś.

## Etymologia
Nazwa wsi odnosi się do jej położenia w centralnej części hrabstwa Platte.

## Geografia
Według danych zebranych przez rządową agencję United States Census Bureau, wieś Platte Center obejmuje powierzchnię 0.78 km².

## Demografia
Spis ludności z roku 2020 wykazał, że wieś Platte Center liczy 333 mieszkańców.

### Rasy i pochodzenie
Według danych z 2020 roku dominującą rasą we wsi Platte Center byli Biali (308 mieszkańców). Wśród pozostałych mieszkańców jedna osoba była Indianinem lub pochodziła z Alaskii, jedna osoba była Azjatą, czterech mieszkańców było Hawajczykami lub pochodzenia innych wysp Pacyfiku, a pięciu miało inne pochodzenie. 